# Grand-Bassam
Grand-Bassam là một thị trấn nằm ở phía đông nam Bờ Biển Ngà, phía đông thủ đô Abidjan. Nơi đây từng là thủ đô thuộc địa của Pháp từ năm 1893 đến 1896, khi chính quyền chuyển đến Bingerville sau cơn sốt vàng. Thị trấn sau đó vẫn là một cảng biển quan trọng cho đến khi Abidjan phát triển từ những năm 1930.

## Mô tả
Đây là một thị trấn thuộc địa, đô thị, khu dân cư, thương mại, hành chính của những người châu Âu, Trung Đông và những người châu Phi cuối thế kỷ 19 đến thế kỷ 20 (1880 - 1950). Nơi đây từng là thủ đô đầu tiên của Côte d'Ivoire cho đến khi Pháp chuyển thủ đô về Bingerville.
Thị trấn được quy hoạch cùng với một kiến trúc thuộc địa độc đáo phù hợp với khí hậu địa phương và văn hóa bản địa. Ngay sau khi được thành lập, thị trấn đã trở thành đô thị hải cảng quan trọng nhất ở Côte d'Ivoire cho đến khi thành phố Abidjan phát triển mạnh từ những năm 1930. Năm 1960, cùng với sự độc lập ở Côte d'Ivoire, tất cả các cơ quan hành chính được chuyển Abidjan, và trong nhiều năm Grand-Bassam chỉ còn là nơi sinh sống của những người lấn chiếm đất. Cuối những năm 70, thị trấn đã bắt đầu hồi sinh khi nơi đây trở thành một địa danh du lịch và trung tâm nghề với khoảng 5.000 dân sinh sống.
Năm 2012, Grand-Bassam được ghi vào danh sách di sản thế giới của UNESCO. Các công trình lịch sử nổi bật ở thị trấn bao gồm: Nhà thờ chính tòa Sacré Coeur, bảo tàng Nouveau Bassam, làng chài N'zima, cảng và hải đăng Grand-Bassam.